# Rudolf Lindau (Schriftsteller)

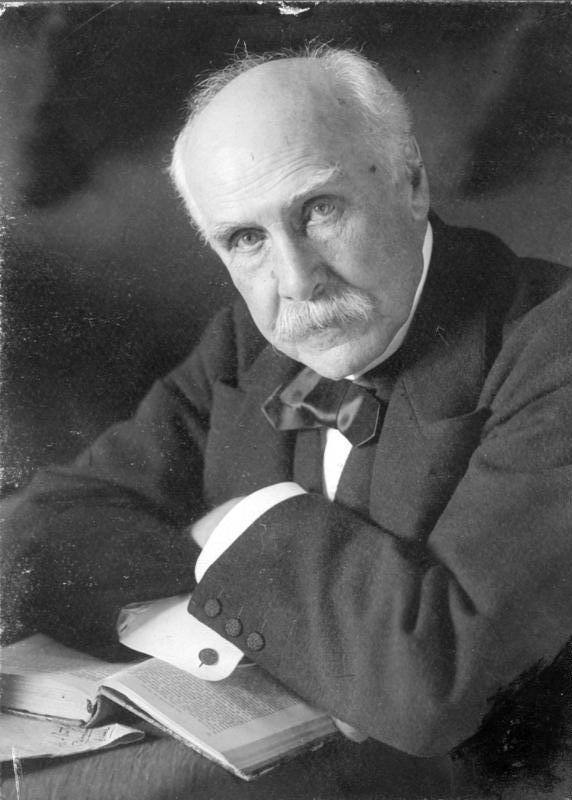
Rudolf Lindau, 1909

Rudolf August Leopold Lindau zu Gardelegen (* 10. Oktober 1829 in Gardelegen; † 14. Oktober 1910 in Paris) war ein deutscher Schriftsteller und Diplomat.

## Leben
Rudolf Lindau wurde als Sohn des Arztes und späteren Justizkommissars Karl Ferdinand Leopold Lindau (1797–1868), der vom jüdischen Glauben zum Protestantismus konvertiert war, und der Henriette Bernadine Müller in Gardelegen geboren. Seine ältere Schwester war die Salonnière, Schriftstellerin und Übersetzerin Anna Vivanti-Lindau, sein jüngerer Bruder war der Schriftsteller und Dramatiker Paul. 1847 zog die Familie nach Berlin um. Rudolf Lindau studierte Philologie in Berlin, Gießen, Paris und Montpellier und schloss sein Studium 1855 mit dem Dr. phil. ab.
Danach war er zunächst als Hauslehrer in Frankreich tätig und wurde anschließend Privatsekretär des späteren Ministers Jules Barthélemy-Saint-Hilaire. 1860 zog Lindau als diplomatischer Vertreter der Schweiz nach Japan, arbeitete in Yokohama als Vertreter einer Uhrenfirma, gründete die Japan Times, die erste englischsprachige Zeitung auf der Insel, und den Japan Punch. Zudem verfasste er als Korrespondent Artikel für französische Blätter wie der „Revue des Deux Mondes“ und „Journal des Débats“.
Von 1859 reiste Lindau nach China, Siam, Japan, Indien und Kalifornien, wobei er auch diplomatische Aufgaben übernahm.
1869 kehrte er nach Deutschland zurück, übernahm 1870/71 die Kriegsberichterstattung für den Preußischen Staatsanzeiger und die  Norddeutsche Allgemeine Zeitung. Nach dem Deutsch-Französischen Krieg wurde er 1873 Attaché an der deutschen Botschaft in Paris. Hier wirkte er unter dem Botschafter Harry von Arnim und ab 1874 unter seinem Nachfolger Chlodwig zu Hohenlohe-Schillingsfürst. Seine Berichte über das französische Pressewesen fanden in Regierungskreisen in Berlin große Beachtung.
Seine Romane und Erzählungen, die er anschließend verfasste, wiesen in ihren Anfängen Einflüsse von Turgenew auf. 1878 wechselte Lindau in das Zentralbüro des Reichskanzlers nach Berlin und wurde 1880 zum Wirklichen Legationsrat im Auswärtigen Amt befördert. Seine Hauptaufgabe bestand in der Arbeit als Pressereferent der Reichskanzlei, wo er eine Systematik der Zeitungs- und Presseberichte aufbaute. Diese Organisation der Pressearbeit ermöglichte es dem Reichskanzler, auf entsprechende Berichte zeitnah und effektiv zu reagieren.
Seine schriftstellerischen Arbeiten wurden auch von Theodor Fontane geachtet. Da er mit gesundheitlichen Problemen zu kämpfen hatte, ließ er sich 1892 in den einstweiligen Ruhestand versetzen. Trotzdem nahm er anschließend in Konstantinopel als Fachmann für Fragen des Orients eine Tätigkeit auf. Auf Helgoland verbrachte er seit 1874 oft seinen Urlaub und ließ sich im Ruhestand ab 1902 dort ganz nieder.
Rudolf Lindau war lange Jahre hindurch Mitarbeiter an der Revue des Deux Mondes. Er starb im Alter von 81 Jahren in Paris und wurde auf Helgoland beigesetzt.

## Werke
- Un Voyage Autour du Japon. Hachette, Paris 1864. (Deutsch Eine Reise durch Japan, 2010) (Digitalisat)
- Die preußische Garde im Feldzuge 1870-71. Mittler, Berlin 1872. (Digitalisat)
- Robert Ashton, Roman, 1877
- Vier Novellen und Erzählungen. Paetel, Berlin 1878. (Digitalisat)
- Gordon Baldwin, Novelle, 1878. Englisch: Appleton New York 1878. (Digitalisat)
- Gute Gesellschaft, Roman. Schottlaender, Breslau 1879. (Digitalisat Band 1), (Band 2)
- Die kleine Welt, Erzählung. Fontane, Berlin 1894. (Digitalisat)
- Der Gast. Roman. Schottlaender, Breslau und Leipzig 1884. (Digitalisat)
- Wintertage, Erzählungen. Schottlaender, Breslau 1883
- Auf der Fahrt, Erzählungen. Lehmann, Berlin 1886. (Digitalisat)
- Zwei Seelen, Roman. Deutsche Verlags-Anstalt, Stuttgart 1888
- Der lange Holländer, Novelle. Lehmann, Berlin 1889. (Digitalisat)
- Martha, Roman. Cotta, Stuttgart 1892
- Liebesheiraten, Roman. Fontane, Berlin 1894
- Reisegefährten, Novelle. Fontane, Berlin 1894
- Schweigen, Neue Novellen. Fontane, Berlin 1895. (Digitalisat)
- Aus China und Japan. Reiseerinnerungen. Fontane, Berlin 1896. (Digitalisat)
- Erzählungen eines Effendi, Fontane, Berlin 1896
- Türkische Geschichten. Fontane, Berlin 1897. (Digitalisat)
- Der Fanar und Mayfair, Roman. Fontane, Berlin 1898
- Zwei Reisen in der Türkei. Fontane, Berlin 1899. (Digitalisat)
- Ein unglückliches Volk, Roman. Fontane, Berlin 1903. (Digitalisat) *)
- Gesammelte Romane und Novellen, 1904f
- Alte Geschichten, Fleischel, Berlin 1904
- Erzählungen aus dem Osten. Buchverlag fürs deutsche Haus, Berlin 1909
- Eine Nachlese, Erzählungen und Übersetzungen, 1910

*) In der Königlich privilegierten Berlinischen Zeitung erfolgte von Juni bis Spätherbst des Jahres 1902 der Abdruck in Fortsetzungen.